# Баже-ле-Шатель (кантон)
Баже́-ле-Шате́ль (фр. Bâgé-le-Châtel) — кантон во Франции, находится в регионе Рона-Альпы. Департамент кантона — Эн. Входит в состав округа Бурк-ан-Брес. Население кантона на 2006 год составляло 14 672 человека.
Код кантона 0102. Всего в кантон Баже-ле-Шатель входят 10 коммун, из них главной коммуной является Баже-ле-Шатель.

## Коммуны кантона
- Везин — население 93 чел.
- Сен-Лоран-сюр-Сон — население 1718 чел.
- Сент-Андре-де-Баже — население 547 чел.
- Реплонж — население 3102 чел.
- Манзья — население 1827 чел.
- Фейан — население 3112 чел.
- Доммартен — население 756 чел.
- Баже-ле-Шатель — население 802 чел.
- Баже-ла-Виль — население 2623 чел.
- Аньер-сюр-Сон — население 92 чел.

## Население
Население кантона на 1999 год составляло 13 396 человек.
| 1962   | 1968   | 1975   | 1982   | 1990   | 1999   | 2006 | 2007 |
| ------ | ------ | ------ | ------ | ------ | ------ | ---- | ---- |
| 10 173 | 10 921 | 11 162 | 11 853 | 12 363 | 13 396 | -    | -    |